# Nawój z Morawicy
Nawój z Morawicy herbu Topór (zm. 1331) – polski szlachcic, wojewoda sandomierski i kasztelan krakowski. Syn Sułka z Morawicy. Pochodził z rodu Toporczyków, będących zagorzałymi stronnikami Władysława Łokietka. W 1307 lub 1308 roku został podkomorzym sandomierskim. W latach 1317–1320 piastował urząd wojewody sandomierskiego. Tuż przed koronacją Łokietka, w styczniu 1320 roku, otrzymał godność kasztelana krakowskiego, czyli najwyższy urząd świecki w królestwie.
Miał kilkoro synów. Jednym z nich był Andrzej, wojewoda krakowski, protoplasta rodu Tęczyńskich.